# Nutfräse

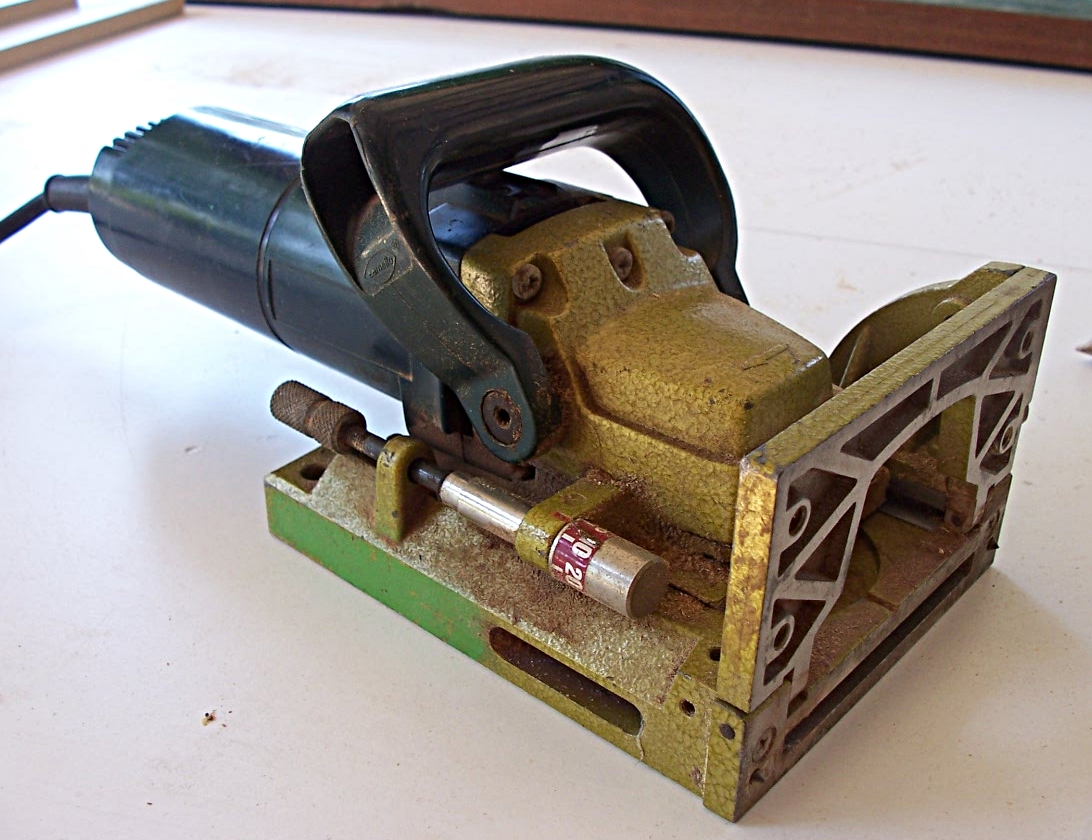
Formfederfräse der Lamello GmbH

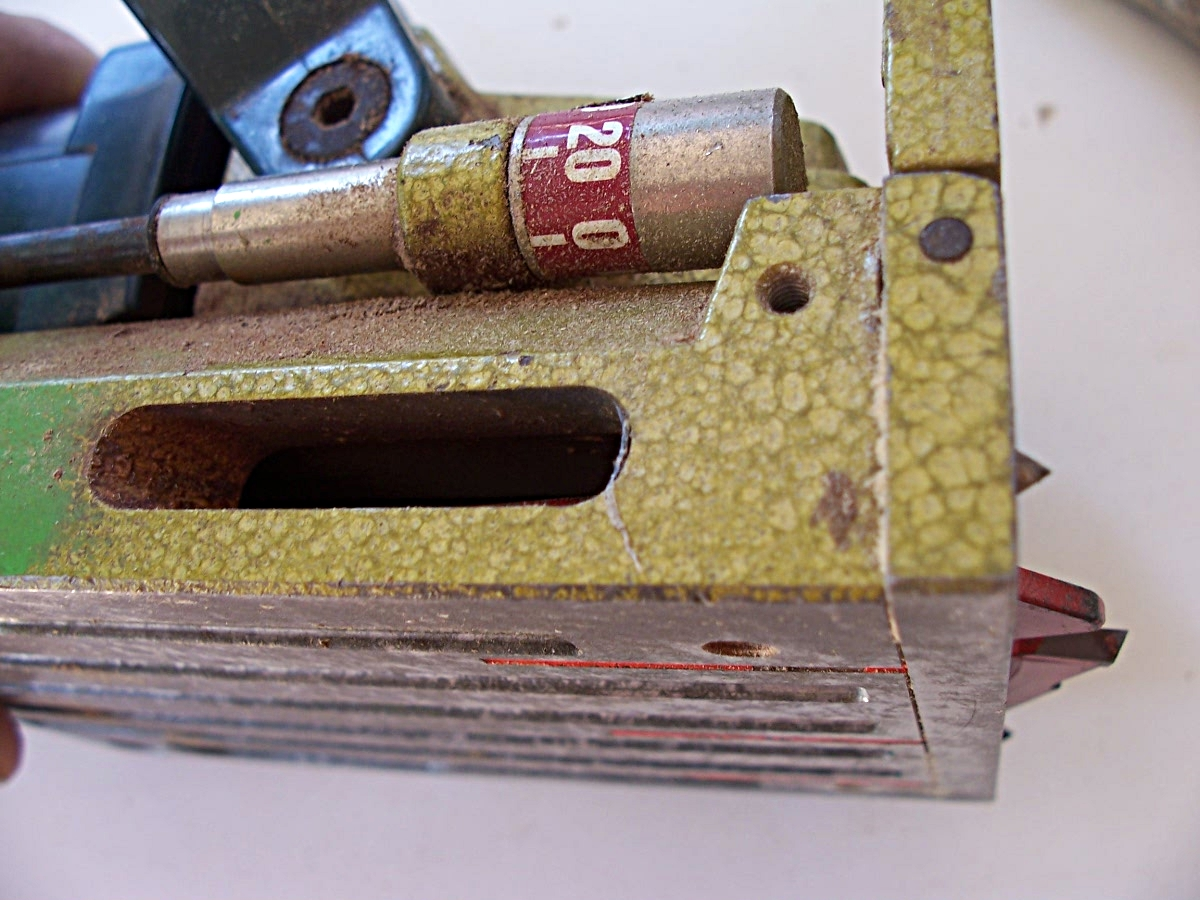
Gehäuse und Tiefeneinstellung einer Formfederfräse

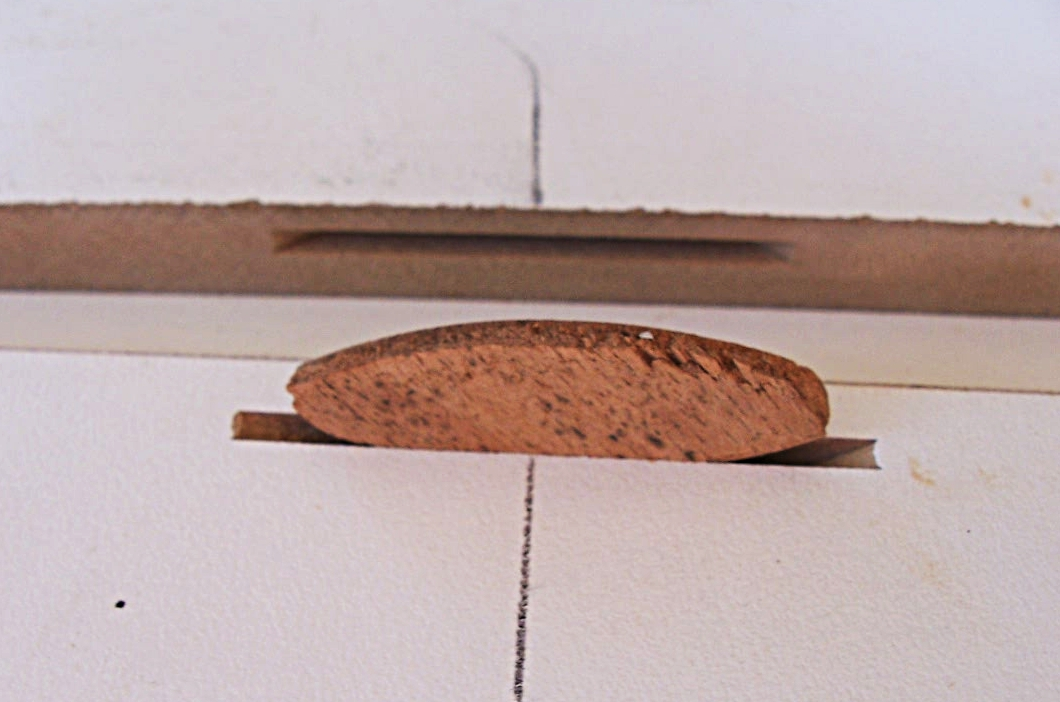
Formfeder mit passenden Nutfräsungen

Die Nutfräse, Flachdübelfräse, Formfederfräse oder Lamellofräse ist eine handgeführte Fräsmaschine in der Holzverarbeitung zur Erzeugung von Nuten, hauptsächlich für Verbindungen mit Flachdübeln.

## Aufbau
Die Nutfräse ähnelt vom Aufbau einem Winkelschleifer, über ein Winkelgetriebe wird ein parallel zum Auflagetisch liegender, scheibenförmiger Fräser angetrieben. Der Auflagetisch bildet ein Gehäuse, das den Fräser vollständig umschließt und auf Führungen verschiebbar gelagert ist. Auf der Arbeitsseite des Gehäuses befindet sich eine Öffnung zum Herausfahren des Fräsers.
Am oberen Ende des Gehäuses befindet sich eine Klappe, die in Grundposition die Anlage auf der Arbeitsseite vergrößert. Sie lässt sich bis 90° nach vorne klappen und ermöglicht ein definiertes Positionieren beim Fräsen von Gehrungsverbindungen. An ihr lassen sich zusätzliche Winkelanschläge und Abstandsplatten anbringen für weitere Verbindungssituationen. An einer Seite der Maschine befindet sich ein verstellbarer Tiefenanschlag, um die Nuttiefe auf die verwendete Lamellengröße einzustellen.

## Anwendung
Zum Herstellen einer Nut wird das Gerät gegen das Werkstück gedrückt, dabei gleitet das Gehäuse zurück und der Fräser tritt in die Fläche ein. Beim Zurückziehen der Maschine ziehen Federn das Gehäuse wieder in die Ausgangsstellung.
Bei der hauptsächlichen Anwendung für Flachdübelverbindungen werden kurze Nuten in Länge der Verbinder gefräst. Hierbei wird die Fräse nach dem Eintauchen des Fräsers in das Werkstück gleich wieder zurückgezogen und an der nächsten Position für einen Verbinder angesetzt.
Weitere Anwendungen sind das Herstellen von durchgängigen Nuten und Schattenfugen. Hierbei wird die Maschine nach dem Eintauchen des Fräsers über die gesamte zu bearbeitende Fläche geführt.